# 高濱祐輔
高濱 祐輔（たかはま ゆうすけ）は、兵庫県神戸市出身のシンセサイザーおよびキーボードの演奏家であり、作曲家、編曲家、演出家。
音楽家として1991年に日本クラウンよりソロでメジャー・デビュー。以後、多数のアーティストに楽曲提供する傍ら、音楽プロデューサーも担当。
ゲーム音楽作曲家であり、ファミリーコンピュータの時代から今に至るまで数多くのゲームソフトの楽曲を制作。
2001年2月に音楽制作会社「有限会社ターゲット・エンタテインメント」を設立、2004年11月には「有限会社ターゲット・イノベーション」を設立し、両社の代表取締役を務めながら、音楽活動を行っている。 

## 経歴
4歳からエレクトーンを始める。1980年代後半に梶山章率いる「Precious」のキーボーティストとして活動。
1989年：CBS・ソニーグループ主催「レディース・ロック・コンテスト」関東甲信越大会にてグランプリを受賞。データイースト株式会社にアルバイトとして入社、ゲームソフトの音楽制作をきっかけに、ゲームミュージックの分野も手掛け始める。
1991年12月、日本クラウンよりCD「PROTOTYPE」でソロ・メジャー・デビュー。
1992年：元BOWWOWの斉藤光浩がプロデューサーを務める「Luis-Mary」（現T.M. Revolution/西川貴教の在籍バンド）のレコーディングに参加。Luis-Mary発売記念ツアーに於いて、大阪厚生年金会館、新宿日清パワーステーションのライブにゲストとして出演。
1993年：ハードロック・バンドANTHEMの元ギタリストの中間英明が結成したバンド「エメラルドフォレスト」に加入。同年、BMGビクターの企画するオムニバス・アルバム「True Crime」に参加。
1994年：「バッド・ムーン・ライジング」のギタリスト、ダグ・アルドリッチと共にセガサターン用ゲームソフト「ラストグラディエーターズ」の音源制作をアメリカ ロサンゼルスONE ON ONE STUDIOにて行う。池袋で開催された楽器際にて、元BLIZARDのギタリスト「松川"RAN"敏也」とデモ演奏を披露。元X-RAYのヴォーカル藤本朗、元ブリザードのドラム村上宏之等と自己のバンド T-PROJECT を結成し、ライブハウスを中心にした活動を開始。
1995年：株式会社ケンアンドエス内部に、ターゲット・ラボラトリーを創立。ヴィジュアル系バンド「FANATIC CRISIS」、「MASCHERA」、「Stella Maria」、「Merry Go Round」の音楽プロデューサーを担当。
1996年：Dream Theaterのギタリスト、ジョン・ペトルーシと共にセガサターン用ゲームソフト「ネクロノミコン」の音源制作 アメリカ ニューヨーク にて行う。
1997年：元D.T.Rのギタリスト藤本泰司のソロユニット、「Groove Master」に参加。トライクル・レコードより「…And The Day Will Begin」をリリース。株式会社エクシングより発売されたプレイステーション用ゲームソフト「K-1・シリーズ」の楽曲制作とプロデューサーを担当し始める。
1998年：株式会社バンダイより発売されたプレイステーション用ソフト「仮面ライダー」のサウンドプロデューサーを担当。
1999年：株式会社エクシングより発売されたプレイステーション用ソフト「MEREMANOID 〜マーメノイド〜」のサウンドを担当すると共に、書き下ろし楽曲を含むオープニングCGがヨーロッパ「IMAGNA’99」にてゲーム部門第3位を獲得。
2000年：有限会社ターゲット・エンタテインメントを設立。代表取締役に就任。
2003年：テレビ番組「おはスタ」で放送されていたアニメ「ケロケロキングDXプラス」中のハエのキャラクターを声で出演。
2004年：自社音楽レーベルと有限会社ターゲット・イノベーション設立。代表取締役に就任。
2010年：iPhone用ゲームアプリ「DROP OUT」の企画制作。
2011年：ANTHEMアルバム「HERALDIC DEVICE」に参加。
2012年：ANTHEMのアルバム「BURNING OATH」に参加。
2014年：ANTHEMのアルバム「ABSOLUTE WORLD」に参加。
2017年：ANTHEMのアルバム「ENGRAVED」に参加。
2019年：尺八と三味線ユニット「HIDE×HIDE」のアルバム「無限」の音楽プロデューサーを担当。
2019年：ANTHEMのアルバム「NUCLEUS」に参加。
2020年：ANTHEMのアルバム「EXPLOSIVE!! -studio jam」に参加。
2023年：ANTHEMのアルバム「CRIMSON ＆ JET BLACK」に参加。

## 作品リスト

### 音楽CD
- 「To Glory We Steer」／PRECIOUS
- 「MY Quest」／藤本泰司
- 「PROTOTYPE」／高濱祐輔
- 「DAMAGE」／LUIS-MARY
- 「砂漠の雨」／LUIS-MARY
- 「練馬マッチョマン・ゴールデン・ヒッツ」／練馬マッチョマン
- 「TRUE CRIME」オムニバス／エメラルド・フォレスト
- 「コナミ・ドラキュラバトル」／柴田直人プロジェクト
- 「コナミ・スナッチャーバトル」／柴田直人プロジェクト
- 「The End Of The Century Rockers」オムニバス／FANATIC-CRISIS
- 「PRETTY NEUROSIS」／MASCHERA
- 「… And the day will begin」／GROOVE MASTER
- 「Split Milk」／STELLA MARIA
- 「慟哭 そして… The Four Season」／「慟哭 そして…」イメージアルバム
- 「4 carat」／ALFEX
- 「レスト・イン・ピース」／サンクス・トゥ・コージー
- 「STAND PROUD」／屍忌蛇
- 「決定版 モスラ」／サウンドトラック
- 「STAND PROUD! 2」／柴田直人
- 「MEREMANOID」／サウンドトラック
- 「ふりむいて」／Craysia
- 「だからもっと愛をくれ」／Craysia
- 「メタル一直線」／坂本英三
- 「幻覚α波」／Merry Go Round
- 「夢の都TOKYOLIFE/Dear」／中川亜紀子
- 「Beuautiful Day（一文字むつき）」／浅野るり
- 「conffesion（二ノ舞きさらぎ）」／木村亜希子
- 「花鳥風月（三世院やよい）」／井上喜久子
- 「てんしのまほう（四天王うづき）」／こやまきみこ
- 「直球ヴィーナス（五箇条さつき）」／笹島かほる
- 「仮面ライダーアギトゲームサウンドトラックリミックス」／サウンドトラック
- 「仮面ライダー龍騎ゲームサウンドトラックリミックス」／サウンドトラック
- 「呱呱の声」／Sleepin' Johnny Fish
- 「TWIN VERY BEST COLLECTION」／本城美沙子
- 「MELODY」HAPPY★LESSON ソング集〜／キャラソン
- 「SWEET SCAR」／こやまきみこ
- 「Re:」／木村亜希子
- 「BLUE〜雲のように〜」／楠田敏之
- 「フラグメンツブルー」／長谷川杏里
- 「BELIVE」／楠田敏之
- 「Dear」／こやまきみこ
- 「リセット」／木村亜希子
- 「Bright!」／楠田敏之
- 「More Precious…」／こやまきみこ
- 「爆笑スーパーライブ第3集!〜知らない人に笑われ続けて35年〜」／綾小路きみまろ
- 「私の心霊体験〜其の一」／MYSTERY GIRLS
- 「ウォーキング ミュージック シリーズVol.1〜3」
- 「私の心霊体験〜其の弐」／MYSTERY GIRLS
- 「私のこわぁ〜い話全集」／MGS Project
- 「EIZO Japan 1」／EIZO Japan
- 「私のこわぁ〜い話全集2」／MGS Projec
- 「綾小路きみまろ"元祖"爆笑スーパーライブ第0集!」／綾小路きみまろ
- 「EIZO Japan 2」／EIZO Japan
- 「LIFE」／楠田敏之
- 「EIZO Japan 3」／EIZO Japan
- 「綾小路きみまろ 爆笑スーパーライブ第4集!」／綾小路きみまろ
- 「DAMAGE」／楠田敏之
- 「HERALDIC DEVICE」／ANTHEM
- 「BURNING OATH」／ANTHEM
- 「MGP3」／Mystery Girls Project
- 「With You」／楠田敏之
- 「MIRROR」／近藤佳奈子
- 「鬼魔威羅」／Eizo Sakamoto × 湯毛 × 高濱祐輔
- 「Prism」／近藤佳奈子
- 「Force」／Mystery Girls Project
- 「ABSOLUTE WORLD」／ANTHEM
- 「fraction」／近藤佳奈子
- 「V Generation」／Mystery Girls Project
- 「天翔ける」／楠田敏之
- 「Lock on」／Mystery Girls Project
- 「ENGRAVED」／ANTHEM
- 「GRAVITY」／Mystery Girls Project
- 「無限」／HIDE×HIDE
- 「NUCLEUS」／ANTHEM
- 「EXPLOSIVE!! -studio jam」／ANTHEM
- 「Jumping!」／L.F.O.
- 「NEMESIS～有翼の女神～」／Mystery Girls Project
- 「CRIMSON & JET BLACK」／ANTHEM

高濱祐輔個人ページ参照。

### ゲーム音楽（作曲担当および一部楽曲提供）
- 『龍が如く7 光と闇の行方』／（株）セガ
- 『大乱闘スマッシュブラザーズ SPECIAL』DLC「テリー・ボガード」関連／任天堂
- 『太鼓の達人』「ナマハゲノウタ」／（株）バンダイナムコエンターテインメント
- 『大乱闘スマッシュブラザーズ SPECIAL』／任天堂
- 『太鼓の達人』UNDEAD HEART(怒りのWarriors)・坂本英三×高濱祐輔／（株）バンダイナムコエンターテインメント
- 『大乱闘スマッシュブラザーズ for Nintendo 3DS / Wii U』／任天堂
- 『ソニックジェネレーションズ』／（株）セガ
- 『アンパンマンにこにこパーティ』／アガツマ・エンターテインメント
- 『SONIC COLORS DS』／（株）セガ
- 『DS占い生活』／任天堂（株）メディア工房
- 『Dr. スランプ アラレちゃん』／バンダイレーベル
- 『大乱闘スマッシュブラザーズX』／任天堂
- 『街ingメーカーDS』／（株）D3パブリッシャー
- 『街ingメーカー3×逃走中』／（株）D3パブリッシャー
- 『ドラえもん のび太の新・魔界大冒険』／（株）セガ
- 『バルダーダッシュ』／（株）データイースト
- 『牙狼 (GARO)』／（株）バンダイ
- 『ケロケロ7』／（株）バンダイ
- 『ウルトラマンネクサス』／（株）バンダイ
- 『ウルトラマン』／（株）バンダイ
- 『ケロケロキングSUPER DX』／（株）バンダイ
- 『ケロケロキングDX』／（株）バンダイ
- 『仮面ライダー龍騎』／（株）バンダイ
- 『ビルバク』／角川書店
- 『AKIRA PSYCHO BALL（アキラ サイコボール）』／（株）バンダイ
- 『仮面ライダーアギト』／（株）バンダイ
- 『仮面ライダークウガ』／（株）バンダイ
- 『ケロケロキング』／（株）メディアファクトリー
- 『ファイティングイリュージョン K-1リベンジ』／（株）エクシング
- 『K-1 Grand Prix 2000』／（株）エクシング
- 『仮面ライダーV3』／（株）バンダイ
- 『ぞくぞくヒーローズ』／（株）メディアファクトリー
- 『Punch The Monkey Game Edition』／（株）バンダイ
- 『スクリーン』／（株）KID
- 『K-1 Grand Prix '99』／（株）エクシング
- 『ビストロレシピ』／（株）バンプレスト
- 『MEREMANOID 〜マーメノイド〜』／（株）エクシング
- 『ブックオブウォーターマークス（THE BOOK OF WATERMARKS）』／ソニー・コンピュータエンタテインメント
- 『Nights of Genesis』／（株）エスコット
- 『必殺パチスロステーション』／（株）サン電子
- 『K-1 Grand Prix '98』／（株）エクシング
- 『仮面ライダー』／（株）バンダイ
- 『LastGladiators Ver.97』／（株）KAZe
- 『K-1 Grand Prix '97』／（株）エクシング
- 『DARK LAW 〜Meaning of Death〜』／（株）アスキー
- 『パワーレンジャーピンボール』／（株）バンダイ
- 『デジタルピンボール ネクロノミコン』／（株）KAZe
- 『秘・宝・王』／（株）バリエ
- 『ナイトルース2』／（株）ソネット
- 『ナイトルース』／（株）ソネット
- 『探偵 神宮寺三郎 時の過ぎゆくままに…』／データイースト（株）
- 『探偵 神宮寺三郎 未完のルポ』／データイースト（株）
- 『*デジタルピンボール ラストグラディエイターズ』／（株）KAZe
- 『DX人生ゲーム』／（株）タカラ
- 『ときめき麻雀パラダイス』／（株）ソネット
- 『ときめきカードパラダイス』／（株）ソネット
- 『水滸演武』／データイースト（株）
- 『サイレントデバッガーズ』／データイースト（株）
- 『ときめき麻雀グラフィティ』／（株）ソネット
- 『スーパーピンボール ビハインドザマスク』／（株）メルダック
- 『アストロ・ゴーゴー』／（株）メルダック
- 『ザ・キングオブラリー パリ・モスクワ・ペキン 』／（株）メルダック
- 『スーパー人生ゲーム』／（株）タカラ
- 『ナージュ・リーブル』／（株）バリエ
- 『バトル７』／（株）バリエ
- 『超戦士in闘強導夢』／（株）バリエ
- 『Kat's Run』／（株）アトラス
- 『パチンコ物語2』／（株）KSS
- 『パチスロ物語2』／（株）KSS
- 『パチンコ物語』／（株）KSS
- 『パチスロ物語』／（株）KSS
- 『中嶋悟F-1ヒーロー』／（株）バリエ
- 『スーパーF-1 HERO 2』／（株）バリエ
- 『スターダストスープレックス』／（株）バリエ
- 『バトル・グランプリ』／（株）KID
- 『ヘラクレスの栄光2』／データイースト（株）
- 『ドラゴンニンジャ』／データイースト（株）
- 『ボルダーダッシュ』／データイースト（株）
- 『リトルマジック』／データイースト（株）
- 『ロボコップ 2』／ データイースト（株）
- 『ロボコップ』／ データイースト（株）
- 『ダークロード』／ データイースト（株）
- 『ならず者戦闘部隊 ブラッディウルフ』／データイースト（株）
- 『超人狼戦記WARWOLF』／データイースト（株）
- 『魔界八犬伝SHADA』／データイースト（株）
- 『人生ゲーム』／（株）タカラ
- 『GI JOE 2』／（株）KID
- 『GI JOE』／（株）KID
- 『キックマスター』／（株）KID
- 『伝染るんです』／（株）タカラ
- 『中嶋悟のF-1 HERO '92』／（株）バリエ
- 『中嶋悟のF-1 HERO』／（株）バリエ
- 『機甲警察メタルジャック』／（株）タカラ
- 『少年アシベ』／（株）タカラ
- 『天神怪戦２』／（株）メルダック
- 『うる星やつら』／（株）やのまん
- 『新世紀GPXサイバーフォーミュラ 』／（株）タカラ
- 『サイドポケット』／データイースト（株）
- 『中嶋悟のF1 グランプリ』／（株）バリエ
- 『中嶋悟のスーパーライセンス』／（株）バリエ
- 『スーパーリアルダーウィン』／データイースト（株）
- 『スコルピウス』

### パチンコ・パチスロ楽曲
- 『ぱちんこCRあしたのジョー』／サミー（株）
- 『CRあしたのジョーFIGHTING FOR THE TOMORROW』／サミー（株）
- 『CRぷよぷよ』／サミー（株）
- 『ぱちんこCRハクション大魔王』／サミー（株）
- 『アラジンTURBO 闇の魔神と暗黒のピラミッド』／サミー（株）
- 『CR鉄のラインバレル』／サミー（株）
- 『CR科学忍者隊ガッチャマン〜運命の絆〜』／サミー（株）
- 『ガメラ THE BATTLE PACHINKO』／サミー（株）

### コマーシャル、その他
- 「LIFE & DAMAGE 発売記念ライブ2011」楠田敏之・ライブDVDに出演、演出。
- トップネイルアーティストが教えるスーパーテクニック『アイラブネイル』DVD全4巻の楽曲担当。
- 「"Bright!" LIVE TOUR 2007」楠田敏之・ライブDVDに出演、演出。
- 「BELIEVE LIVE TOUR・DVD」楠田敏之・ライブDVDに出演、演出。
- 声優：楠田敏之・木村亜希子のラジオコーナー「おもしろ雰囲気ナレーション」を企画制作。CD発売。
- 「CLUB淳士限定ライブ・DVD」淳士を演出。
- 2003年1月／モーターショーに於いて発表されたTOYOTAのRVR車用プロモーション映像の作曲及びレコーディング制作。
- 2003年11月／テレビ朝日系列「プチクラ」で放送されるTBCの90秒CM音楽を作曲制作。
- 2005年2月／元SIAM SHADEの遠藤一馬の4枚目のアルバム「KISS」のMVを演出。
- テレビアニメ「HAPPY★LESSON」の劇中曲を担当。
- テイチクレコードのレーベルのコマーシャル曲を担当。

高濱祐輔個人ページ参照。

## 在籍・サポート参加バンド（主要メンバー）
- Presious（梶山章）
- 練馬マッチョマン（坂本英三）
- ルイ・マリー（西川貴教）
- MASCHERA
- T-PROJECT（藤本朗）
- エメラルド・フォレスト（中間英明）
- Groove Master（藤本泰司）
- ANTHEM

## 番組企画・出演
- HIDE×HIDEチャンネル／YouTube
- 遊戯の藥／インターネット・ＴＶ
- とりあえず、オールO.K.!?／インターネット・ラジオ